# بايرون جي. روجرز
بايرون جي. روجرز (بالإنجليزية: Byron G. Rogers)‏ هو محامي وسياسي أمريكي، ولد في 1 أغسطس 1900 في غرينفيل في الولايات المتحدة، وتوفي في 31 ديسمبر 1983 في دنفر في الولايات المتحدة. نشط حزبياً في الحزب الديمقراطي. وقد انتخب عضو مجلس نواب كولورادو وانتخب عضو مجلس النواب الأمريكي.